# Učitel

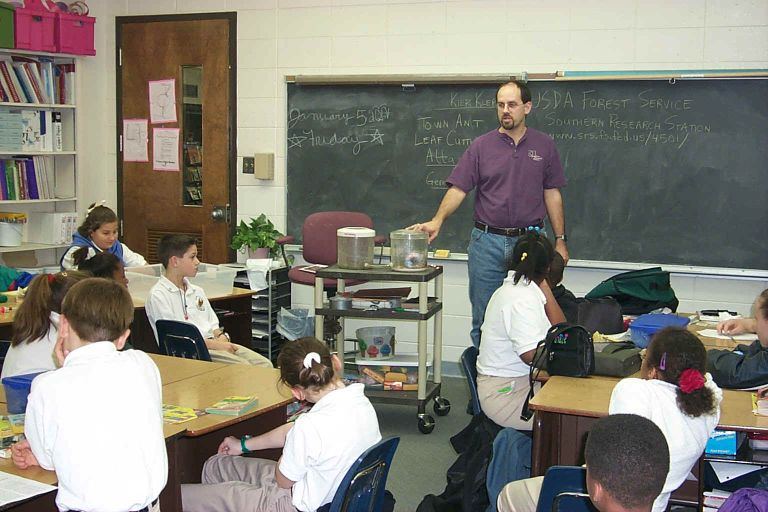
Učitel ve třídě

Učitel neboli pedagog (někdy také označován jako kantor) je člověk, který jako profesionál vychovává a vzdělává, nejčastěji ve škole. Dobrý učitel by měl napomáhat zlepšování prostředí, ve kterém se odehrává výchovný a vzdělávací proces, předávat své znalosti, motivovat žáky k získávání znalostí z dalších zdrojů, ale také rozvíjet jejich morální hodnoty. Učitel by neměl zapomenout ani na sebevzdělávání, neboť stejně jako jde vpřed doba, mění se i pohled na svět a přibývají nové znalosti.
Postava učitele, ať už v jakékoli podobě, je a byla ve všech kulturách ztělesněním vzdělávání a kultivace. Za učitele jsou označováni většinou ti, kteří nějak napomáhali vývoji a vzdělávání jejích členů. V moderním školství ve většině zemí je role učitele samostatnou profesí, která má stejnou váhu jako jakékoli jiné zaměstnání. Postava učitele je většinou spojována se školou, učitel, který vyučuje žáka doma se nazývá domácí učitel.
Učitel by měl postupovat podle tematického plánu, případně podle kurikula. Předmětem učitelovy činnosti mohou být lidé všemožných věkových skupin i rozličných úrovní schopnosti se učit. Pedagog plánuje, organizuje, realizuje a vyhodnocuje výchovně-vzdělávací proces. Jeho profesní profil se skládá z odborných kompetencí (komunikačních, motivačních, prezentačních, diagnostických a organizačních) a osobnostních předpokladů (např. morálního profilu, pedagogického taktu, lásky k vychovávaným apod.).

## Historie
Ve starověkém Řecku byl učitel (didaskalos) buď obecní či soukromý u bohatých lidí. Jemu asistoval pedagog (paidagogos), což byl otrok.

## Profese učitele
Mezinárodně uznávaná definice vymezuje učitele jako osoby, které ve vzdělávacích institucích žákům a studentům předávají poznatky, rozvíjí jejich dovednosti a formují jejich postoje. Bližší specifikace poznatků, dovedností a postojů, které má učitel ve své profesní aktivitě předávat, je obsažena ve formálních kurikulárních programech. Mezi učitele jsou tak zařazeni pouze ti pedagogičtí pracovníci, kteří přímo vyučují. Nemá-li tedy například ředitel školy vyučovací úvazek, není zahrnut do kategorie učitel.
Učitelská kvalifikace se obecně rozlišuje podle stupně školy na předškolní, pro základní školy a pro střední školy, kde je dále rozdělena podle vyučovacích předmětů. Pro učitele vysokých škol není zvláštní učitelská příprava předepsána.

### Prestiž povolání
Profesi učitele hodnotí česká veřejnost velmi vysoko. V žebříčku nejprestižnějších povolání v české společnosti v roce 2013 se vysokoškolský pedagog umístil na čtvrtém místě, učitel na základní škole na místě pátém. Ačkoliv česká společnost přikládá učitelské profesi vysokou prestiž a považuje ji za významnou a zasluhující úctu, čeští učitelé si často stěžují, že jejich povolání je méně prestižní než jiná povolání s vysokoškolským vzděláním a hůře hodnocené než v jiných zemích.

### Příprava na profesi
Pro výkon učitelské profese je třeba odborná učitelská kvalifikace, která zahrnuje profesní dovednosti a znalosti jak oborové, tak pedagogicko-psychologické. Zájemci je nejčastěji získávají v přípravném vysokoškolském vzdělávání, v České republice obvykle magisterského stupně. Nutnost absolvovat pro dosažení učitelské kvalifikace vysokoškolské studium je deklarována v Národním programu rozvoje vzdělávání v ČR (Bílá kniha, 2001) a předepsána zákonem. Budoucí učitelé se připravují zpravidla na pedagogických, případně i jiných fakultách, které mají akreditované programy pro vzdělávání učitelů. Získat kvalifikaci pro učitelství odborných předmětů na středních školách mohou absolventi jiných VŠ programů také v rámci celoživotního vzdělávání (tzv. doplňkové pedagogické studium).

### Profesní kompetence
Jádro profesního standardu učitele tvoří sedm kompetencí:
1. oborově předmětová
2. psycho-didaktická
3. obecně pedagogická
4. diagnostická a intervenční
5. sociální, psychosociální a komunikativní
6. manažerská a normativní
7. profesně a osobnostně kultivující.

Váha oborově předmětové kompetence u vyšších stupňů roste a na vysokých školách zřetelně převažuje. Přesto sociální, komunikativní a kultivující působení, stejně jako výchova charakteru patří neoddělitelně k profesi učitele všech stupňů škol.

### Vývoj profesní dráhy

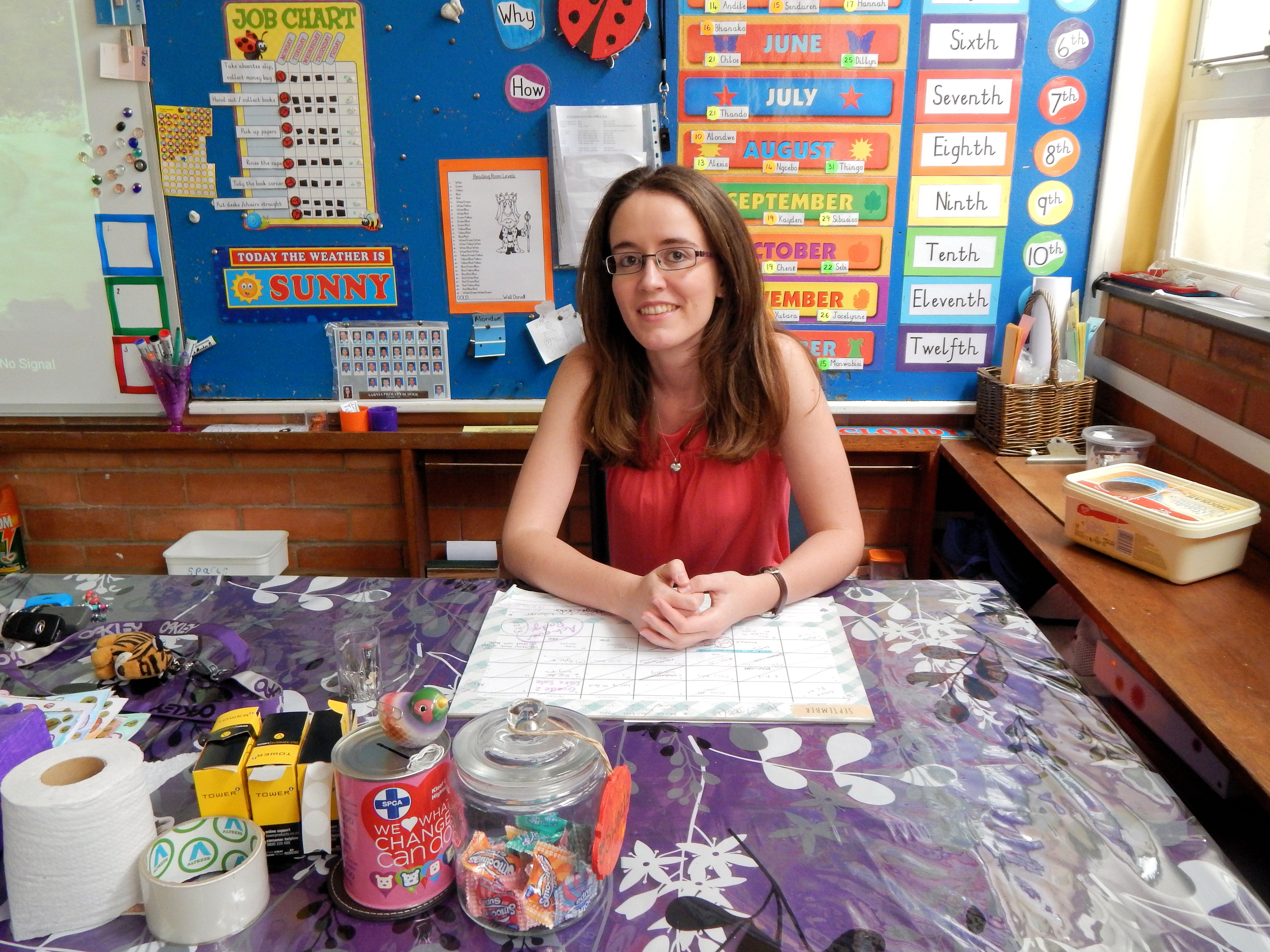
Mladá učitelka ve třídě

Ve vývoji učitelské profese dochází k reprodukci určitých ustálených cyklů, v jejichž rámci lze identifikovat jednotlivé vývojové etapy:
- Začínající učitel / profesní start: dochází k adaptaci na pracovním prostředí a nezřídka také k tzv. šoku z reality (profesnímu nárazu), během kterého začínající učitelé zjišťují, že nejsou psychicky připraveni na výkon profese.[10]
- Učitel expert: osoba, která úspěšně působí v učitelské profesi osm a více let a je považována za zkušeného a kvalitního pedagoga; okolí jej vnímá jako profesní autoritu;[11] charakteristickým rysem je nadprůměrné vykonávání profese[12] Ze zkušených učitelů se vybírají školní a oboroví metodici, kteří mají svými zkušenostmi pomáhat začátečníkům.
- Vyhasínající učitel:závěrečnou etapa profesní dráhy učitelů, typický tzv. syndrom vyhoření, který se vyznačuje např. rutinním výkonem práce, ztrácí o ni zájem, pociťuje únavu a vyčerpanost z vyučování, odmítá jakékoliv pedagogické inovace, je zklamán z vlastní profesionální úspěšnosti[13]

#### Začínající učitel
Začínajícím učitelem je chápán učitel, který má vhodné vysokoškolské vzdělání a pedagogickou způsobilost, zároveň mu chybí pedagogická zkušenost, je na začátku své profesní dráhy. Na některých školách vyučují i studenti posledních ročníků vysokých škol, kteří tedy nemají patřičné vzdělání. Označení začínající učitel je možné chápat jako: mladý, nezkušený, nezralý, neovládající dosud všechny pracovní techniky a postupy nebo též jako perspektivní, nadšený, nadějný. Na začínající učitele je kladena stejná odpovědnost jako na profesionálně kvalifikovaného odborníka.
Vstup do profese učitele je jedním z klíčových období. Učitel v adaptačním období, uplatňuje své poznatky, které získal během studia. Zároveň dochází k profesní socializaci a seznamování se s kulturou školy. Na začátku adaptačního období je podstatné uvádění do praxe a mentoring, o který by se měl starat mimo jiné i uvádějící učitel.

#### Uvádějící učitel
Uvádějící učitel je zkušený učitel, který napomáhá začínajícímu učiteli v období jeho nástupu do učitelské profese. Funkce uvádějícího učitele není zákonem dána, proto je využívána jen na některých školách. Má za úkol poskytnout začátečníkovi odbornou i psychickou oporu, a tím omezit jeho profesní nejistotu na minimum. Uvádějící učitel slouží i jako dohled, vedení a prostředek zdokonalování začínajícího učitele. Stejně tak začínajícímu učiteli může uvádějící učitel předat zkušenosti ze své učitelské praxe. Měl by ho podpořit a pomoci mu v jeho nejistých krocích zejména v prvním roce učitelské praxe.

### Klíčové problémy učitelské profese
Jedním z problémů je nadměrně vysoké zastoupení žen mezi učiteli (feminizace), zatímco v minulosti toto povolání patřilo v minulosti hlavně mužům, v současnosti je v učitelských sborech naprostá převaha žen. Pokud se hovoří o poklesu prestiže učitelství, bývá jako hlavní faktor uváděna právě feminizace. Dalším z častých problémů je syndrom vyhoření, který je považován za důsledek všudypřítomného a dlouhodobě působícího stresu. Dalšími frekventovanými problémy je odklon od učitelství a volba jiné profese u velké části absolventů pedagogických fakult, profesní deformace, vysoké procento učitelů v důchodovém a předdůchodovém věku, zápas o výši finančního ohodnocení, které by bylo srovnatelné s jinými profesemi odpovídajícími jak kvalifikací, tak náročností.

#### Drop-out
Drop-outem u učitelů se vyznačuje odchod z profese či přechod na jinou školu. Mezi jednu z nejohroženějších profesních skupin drop-outem patří začínající učitelé. Mezi hlavní důvody drop-outu u učitelů patří nesrovnalosti s ředitelem školy, socializace učitele a interakce s žáky (žákovská nekázeň).

##### Syndrom vyhoření
Syndrom vyhoření vzniká z reakce na dlouhodobý stres, což má za následek stav vyčerpání, které se projevuje v oblasti fyzické, kognitivní a emoční. Syndrom vyhoření je spojován s profesemi, kde jsou pracovníci v denním kontaktu s lidmi (učitelé, lékaři, zdravotní sestry a atd.). Tedy i učitelé mohou být syndromem vyhoření postihnuti, z tohoto důvodu u nich docházívá i k změně povolání. Časem se u něj může objevit nedůvěra v sama sebe, práce pro něj nebude tak smysluplná. To vše pak může postupně vést až ke vzniku syndromu vyhoření.

## Učitel v České republice
Podle průzkumů CVVM z ledna 2008 se povolání učitele v ČR řadí na příčku třetí (učitel na vysoké škole) a čtvrtou (učitel na základní a střední škole) v žebříčku prestiže vybraných profesí. Učitelovy profesní povinnosti většinou přesahují hranice vzdělávání a výchovy. Učitel má většinou za povinnost, podle druhu školy a stupně vzdělávání, doprovázet žáky na školních výletech, dohlížet na chodbách a jiných prostorách školního zařízení, pomáhat s organizací školy, komunikovat s rodiči o problémech jejich dětí a snažit se je řešit.
V roce 2018 bylo v českém regionálním školství (mateřských, základních a středních školách, takže nejsou zahrnuti učitelé na VŠ) celkem 135,5 tisíc učitelů (přepočteno na plné úvazky), 20,9 tisíc ostatních pedagogických pracovníků (asistenti pedagoga v mateřských a základních školách či učitelé odborného výcviku na středních odborných školách) a 74,5 tisíc nepedagogických zaměstnanců (kuchařky, školníci, účetní a další provozní zaměstnanci škol). Ve školním roce 2022/2023 bylo v ČR celkem 4261 základních škol a 92 791 učitelů.

### Platy učitelů
Průměrný hrubý plat učitele dosahoval během roku 2022 k částce 50 523 Kč. Jedná se o průměrný příjem učitelů mateřských, základních, středních a vyšších odborných škol, toto číslo nezahrnuje platy asistentů pedagogů (průměrně 27 207 Kč), vysokoškolských pedagogů nebo stipendia doktorandů vyučujících na vysokých školách. Obecně v platech vyučujících existuje velké rozdíly, které odvíjející od délky praxe, odbornosti a pozici v kariérním žebříčku konkrétní školy.
| Sektor povolání ve školství    | Průměrný plat |
| ------------------------------ | ------------- |
| Učitelé mateřských škol        | 40 316 Kč     |
| Učitelé základních škol        | 50 324 Kč     |
| Učitelé středních škol         | 52 427 Kč     |
| Učitelé vyšších odborných škol | 53 912 Kč     |
| Učitelé vysokých škol          | 60 049 Kč     |

## Učitel ve světě
Mezi učiteli po celém světě lze najít spoustu podobností i rozdílností. Skoro ve všech zemích jsou učitelé vzděláváni na univerzitách a k výkonu této profese musí předložit diplom o absolvování pedagogického vzdělání, např. ve většině evropských zemí se může stát učitelem pouze osoba s pedagogickým vzděláním. Od učitele se očekává charakterní jednání i dodržování pravidel slušného chování, neboť je většinou vzorem a příkladem pro dospívající generaci.

### Anglie a Wales
Učitelé/učitelky v jeslích a základních školách dostávají průměrný plat v rozmezí 20133 až 41000 liber ročně (výše platu k září 2007), při delší praxi se ale může učitelův plat ještě zvýšit, úměrně době odpracované ve školství. Učitelé v mateřských školách si vydělají v průměru 20980 liber ročně. (údaj platný v lednu 2008). Učitel na státní škole musí mít nejméně bakalářský titul a musí mít platnou licenci pro vzdělávání.
Mnoho škol nabízí studium doplňujícího učitelského minima k získání licence, ve snaze doplnit učitele do těžko obsaditelných funkcí, například v odborných školách.

### Francie
Na státních a veřejných školách ve Francii vybírají učitele obecní a městské školské úřady, a to ve všech specializacích formou konkurzu. Učitelé se připravují na univerzitách a učitelé vyšších středních škol čili kolejí (collège) skládají zvláštní zkoušku, tzv. agregaci. Tu zajišťují tzv. „normální školy“, přičemž například École normale supérieure má větší prestiž než univerzity.

### Německo
Ve většině německých zemí (Länder) se příprava učitelů vyšších středních škol a gymnázií odehrává ve třech fázích. Zájemci nejprve absolvují bakalářské vzdělání na příslušné fakultě podle zvolené odbornosti, pak nastupují do škol, kde učí pod dozorem zkušených učitelů a dostávají přiměřený plat, a teprve pak absolvují tzv. pedagogikum, pedagogické, didaktická a psychologické přednášky v magisterských programech pedagogických fakult. Hlavní výhoda je v délce praxe, která se bere vážně, a v tom, že student po roční praxi už rozumí, k čemu pedagogické dovednosti potřebuje,

### Spojené státy
Kvalifikace se u učitelů požaduje pouze v některých státech. Podle amerického statistického úřadu Bureau of Labor Statistics je na základních školách 1,4 milionu učitelů a na středních školách 600 000 učitelů. Platy amerických učitelů závisí na délce jejich učitelské praxe a na jejich vzdělání. Platy se také mění v závislosti na daném státu. Všeobecný průměr platu učitele v USA činil v roce 2004 46 000 dolarů ročně.[zdroj?] Ve stejném roce byl plat učitelů v mateřských školách vyčíslen na 21 000 dolarů za rok.[zdroj?]

### Rozvojové země
Podle údajů UNESCO z října 2008 chybí na světě 18 milionů učitelů. Tolik by jich bylo třeba k zajištění kvalitního základního vzdělání pro všechny do roku 2015, což je jeden z Rozvojových cílů tisíciletí. Mnohem více by jich bylo potřeba, pokud mají být více lidem přístupné i další stupně vzdělání. Učitelé v rozvojových zemích se také musí vyrovnat s nedostatkem pomůcek a často jim samotným chybí kvalitní vzdělání. Proto v rámci rozvojové spolupráce probíhají různé kurzy pro budoucí i stávající učitele.

## Svátky učitelů
- V České republice se jako Den učitelů slaví 28. březen, kdy se narodil Jan Amos Komenský.
- Světovým dnem učitelů, vyhlášeným UNESCO v roce 1994, je 5. říjen.